# Stare Gronowo
Stare Gronowo est une localité polonaise de la gmina mixte de Debrzno située dans le powiat de Człuchów en voïvodie de Poméranie. Elle se trouve à environ 16 km au sud-ouest de Człuchów et 131 km au sud-ouest de la capitale régionale Gdańsk.

## Géographie

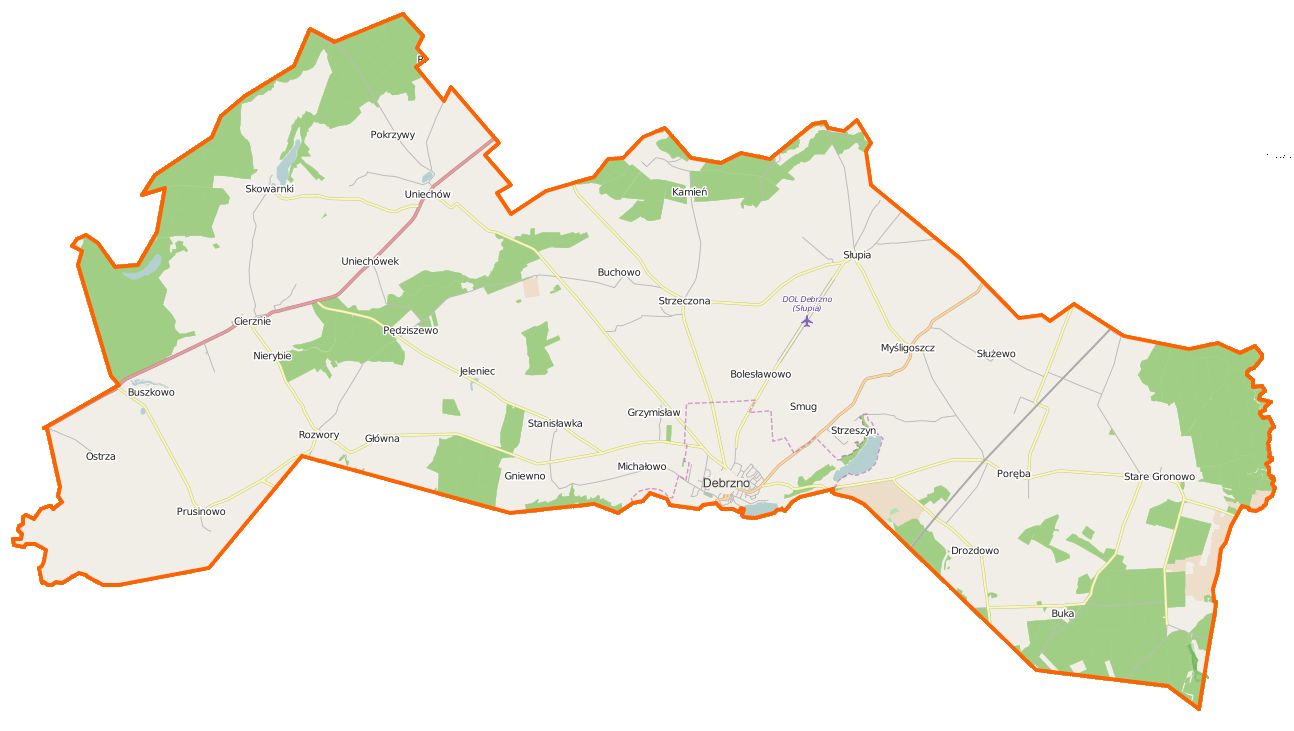
Carte de la gmina de Debrzno.

## Histoire
De 1818 à 1945, Grunau fait partie de l'arrondissement de Flatow (de) dans le district de Marienwerder au sein de la province de Prusse-Occidentale.

## Personnalités liées à la ville
- Karl von Pelet (1742–1823), général